# Хажино
Хажино (пол. Charzyno, нім. Garrin) — село в Польщі, у гміні Семишль Колобжезького повіту Західнопоморського воєводства.
Населення — 872 особи (2011).

## Демографія
Демографічна структура станом на 31 березня 2011 року:
|          | Загалом | Допрацездатний вік | Працездатний вік | Постпрацездатний вік |
| -------- | ------- | ------------------ | ---------------- | -------------------- |
| Чоловіки | 424     | 83                 | 310              | 31                   |
| Жінки    | 448     | 102                | 275              | 71                   |
| Разом    | 872     | 185                | 585              | 102                  |